# 1936 코파 델 프레시덴테 데 라 레푸블리카 결승전
1936 코파 델 프레시덴테 데 라 레푸블리카 결승전(스페인어: La Final de la Copa del Presidente de la República de 1936)은 현재 코파 델 레이로 알려진 스페인의 최상위 컵대회의 34번째 결승전으로 코파 델 프레시덴테 데 라 레푸블리카 1936의 우승 구단을 가리기 위해 시행되었다. 이 결승전은 스페인 내전으로 1939년까지 대회가 중단되기 전에 시행한 마지막 결승전으로, "공화국 대통령컵"(Copa del Predidente de la República)의 명칭으로 시행한 마지막 결승전이었다.
1936년 6월 21일에 발렌시아의 메스타야에서 열린 이 경기에서, 마드리드(레알 마드리드의 정치적 이유에 따른 당시 명칭)가 바르셀로나와의 첫 고전 더비 결승전에서 2-1로 승리했다. 따라서 레알 마드리드는 15번째로 진출한 결승전에서 통산 7번째 우승을 달성했는데, 반면 바르셀로나는 16번째로 진출한 결승전에서 대회 통산 9번째 우승을 놓쳤다.
이 경기는 마드리드의 수문장 리카르도 사모라가 선보인 "불가능에 가까운 선방"으로 회자되었는데, 그는 바르셀로나의 주제프 에스콜라가 막판 동점골을 넣는 것을 막았다. 이 선방은 스페인 축구 역사상 최고의 선방으로 회자되곤 한다.

## 결승전까지의 경기
| 마드리드        | 마드리드 | 마드리드                       | 단계       | 바르셀로나    | 바르셀로나 | 바르셀로나         |
| --------------- | -------- | ------------------------------ | ---------- | ------------- | ---------- | ------------------ |
| 상대            | 결과     | 상세 결과                      | 토너먼트전 | 상대          | 결과       | 상세 결과          |
| 아레나스 게초   | 3-3      | 2-1 안방; 1-2 원정; 6-1 재경기 | 16강전     | 스포르팅 히혼 | 4-0        | 0-0 원정; 4–0 안방 |
| 아틀레틱 빌바오 | 3-1      | 2–1 안방; 1–0 원정             | 8강전      | 에스파뇰      | 5-2        | 1-2 원정; 4–0 안방 |
| 에르쿨레스      | 8-2      | 7–0 안방; 1-2 원정             | 준결승전   | 오사수나      | 9–5        | 2-4 원정; 7–1 안방 |

## 상세 경기 정보
| 마드리드                   | 2–1               | 바르셀로나   |
| -------------------------- | ----------------- | ------------ |
| 에우헤니오 6′ · 레쿠에 12′ | 리포트 (스페인어) | 에스콜라 29′ |

| 마드리드:       |    |                        |
|                 |    |                        |
| GK              | 1  | 리카르도 사모라 (주장) |
| DF              | 2  | 시리아코 에라스티      |
| DF              | 3  | 하신토 킹코세스        |
| MF              | 4  | 페드로 레게이로        |
| MF              | 5  | 안토니오 보네트        |
| MF              | 6  | 호세 라몬 사우토       |
| FW              | 7  | 에우헤니오             |
| FW              | 8  | 루이스 레게이로        |
| FW              | 9  | 일데폰소 사뉴도        |
| FW              | 10 | 시몬 레쿠에            |
| FW              | 11 | 에밀린                 |
| 감독:           |    |                        |
| 프란시스코 브루 |    |                        |

| 바르셀로나:   |    |                      |
|               |    |                      |
| GK            | 1  | 호세 이보라          |
| DF            | 2  | 페드로 아레소        |
| DF            | 3  | 호세 바요            |
| MF            | 4  | 호세 아르헤미        |
| MF            | 5  | 안토니오 프랑코      |
| MF            | 6  | 도메네크 발마냐      |
| FW            | 7  | 마르티 벤톨라 (주장) |
| FW            | 8  | 주제프 라이치        |
| FW            | 9  | 주제프 에스콜라      |
| FW            | 10 | 엔리케 페르난데스    |
| FW            | 11 | 훌리오 문요치        |
| 감독:         |    |                      |
| 패트릭 오코넬 |    |                      |

## 같이 보기
- 고전 더비